# Alan Holley
Alan Holley (Sydney 1. listopada 1954.), australski je skladatelj, glazbenik i dirigent.

## Životopis
Alan Holley rođen je u Sydneyu u Australiji. Studirao je kompoziciju na Akademiji u Sydneyu u klasi Ross Edwardsa 1973. godine.  Nakon što je napustio akademiju Holley se pridružio glazbenom sastavu AZ Music kao izvođač (trubač) i skladatelj. Sastav je između ostalog izvodio i nekoliko njegovih ranih radova. Godine 1976. utemeljio je ansambl MUSED, koji je uglavnom izvađao glazbu Sydneyskih skladatelja. S istim je ansamblom redovito koncertirao od 1976. do 1981. koji je također izvađao veliki broj Holleyevih djela. S MUSED ansamblom je stekao prva iskustva na području dirigiranja.
1977. Holley je otputovao na dvomjesečni seminar novih glazbenih festivala u Japanu. Već sljedeće 1978. godine bio je nagrađen dotacijom iz Gulbenkian fundacije i Vijeća glazbenog odbora Australije, da predstavlja Australiju na ljetnoj školi Gulbenkian Foundation za skladatelje i koreografe na Sveučilištu Surrey u Velikoj Britaniji.
Holley je također izgradio karijeru i kao dirigent. Nakon sastava MUSED često je dirigirao manjim komornim orkestrima, do 1981. kada je osnovao Northern Chamber orkestar. Holley je polazio ABC Conductors Workshop kojeg je vodio Werner Andreas Albert ravnatelj Queensland Simfonijskog Orkestra. Godine 1986. Holley je osnovao novi sastav pod nazivom The Gallery Players, a 1989. Sydney Bach Orchestra.
Holleyev opus je širok. On piše za velike simfonijske orkestre, komorne orkestre, duete i solo izvođače. Jedna od njegovih skladbi uključuju komornu operu koja se temelji na životu Dorotheae MacKellar, koja je bila poznata australska pjesnikinja.

## Skladbe (izbor)

### Djela za komorne sastave i solo instrumente
- Birds of opal za solo flautu (1982.)
- Amaryllis za duet flauta (1983.)
- Still life za trubu i glasovir (1986.)
- Zoastra za solo klarinet (1991.)
- Birdwing za trubu i glasovir (1992.)
- Endless days za 2 flaute, 3 violine, violu, violočelo i kontrabas (1993.)
- Govett's Leap za 2 flaute, klarinet, 2 violine, violu i čelo (1994.)
- Summer bird za solo flautu (1995.)
- Raven clouds za violinu i glasovir (1995.)
- Ophelia za sopran glas i komorni orkestar (1997.)
- August za solo flautu (2002.)
- Auric za solo trombon (2004.)
- Canzona for Ligeti za rog, 2 trube, trombon i tubu (2006.)
- Ophelia songs za trubu i glasovir (2009.)
- Concorno za solo rog (2010.)
- Ornothologia za solo trubu (2010.)
- Still road za rog i klavir (2013.)

### Orkestralna djela
- Coasters Retreate za simfonijski orkestar (1990.)
- My summer garden za simfonijski orkestar (1999.)
- October za simfonijski orkestar (2001.)
- Chamber symphony za simfonijski orkestar (2003.)
- Doppler's web za simfonijski orkestar (2004.)

## Vanjske poveznice
- Holley 60th birthday concert - review[neaktivna poveznica]
- [neaktivna poveznica]
- YouTube: Alan Holley-Ornithologia
- Glazba Alan Holleya na Velikogoričkom Brass festivalu - 2014.  Arhivirana inačica izvorne stranice od 17. svibnja 2014. (Wayback Machine)